# Armênia Ocidental
A Armênia (português brasileiro) ou Arménia (português europeu) Ocidental (em armênio/arménio: Արեւմտեան Հայաստան) também conhecida como a Armênia romana, depois como Armênia bizantina e Armênia turca ou otomana, é um termo cunhado na sequência da divisão da Armênia Maior entre o Império Romano (a Armênia Ocidental) e o Império Sassânida (a Armênia Oriental, Armênia persa) em 387.
É, também, o nome dado à parcela da Armênia incorporada ao Império Otomano, que foi conquistada pelos otomanos no século XVI durante a Guerra Otomano-Safávida (1532-1555) contra seus arquirrivais safávidas iranianos, mas o domínio otomano sobre a região tornou-se apenas decisivo após a Guerra Otomano-Safávida de 1623-1639. A área tornou-se então conhecida também como Armênia turca ou Armênia otomana. A área correspondia aproximadamente aos seis vilaietes (províncias) (Vilayat-i Sitte) a leste do império, ou seja, os vilaietes de Erzurum, Vã, Bitlisse, Diarbaquir, Sivas e Carpute. A Armênia Ocidental atualmente se refere a esta área geográfica constituída na Turquia, localizada no planalto armênio, este último chamado Anatólia Oriental.
Os armênios que viviam nessas terras foram exterminados ou deportados pelas forças otomanas durante o genocídio armênio de 1915 e nos anos seguintes. A destruição sistemática do patrimônio cultural armênio, que durou mais de 4000 anos, é considerada um exemplo de genocídio cultural.

## Regiões
- Região da Anatólia Oriental
- Geografia da Armênia
- Armênia Oriental
- Planalto Armênio